# Bruno Ramires
Bruno Edgar Silva Almeida, meglio noto come Bruno Ramires (Salvador, 18 marzo 1994), è un calciatore brasiliano, centrocampista dell'Amazonas.

## Statistiche

### Presenze e reti nei club
Statistiche aggiornate al 2 aprile 2024.
| Stagione         | Squadra           | Campionato       | Campionato | Campionato | Coppe nazionali | Coppe nazionali | Coppe nazionali | Coppe continentali | Coppe continentali | Coppe continentali | Altre coppe | Altre coppe | Altre coppe | Totale | Totale |
| Stagione         | Squadra           | Comp             | Pres       | Reti       | Comp            | Pres            | Reti            | Comp               | Pres               | Reti               | Comp        | Pres        | Reti        | Pres   | Reti   |
| ---------------- | ----------------- | ---------------- | ---------- | ---------- | --------------- | --------------- | --------------- | ------------------ | ------------------ | ------------------ | ----------- | ----------- | ----------- | ------ | ------ |
| 2014             | Cruzeiro          | A                | 1          | 0          | CB              | -               | -               | CL                 | -                  | -                  | -           | -           | -           | 1      | 0      |
| 2015             | Cruzeiro          | A+CM             | 3+2        | 0          | CB              | 0               | 0               | CL                 | 0                  | 0                  | -           | -           | -           | 5      | 0      |
| 2016             | Cruzeiro          | A+CM             | 16+1       | 0          | CB              | 4               | 1               | -                  | -                  | -                  | PL          | 0           | 0           | 21     | 1      |
| Totale Cruzeiro  | Totale Cruzeiro   | Totale Cruzeiro  | 23         | 0          |                 | 4               | 1               |                    | 0                  | 0                  |             | 0           | 0           | 27     | 1      |
| feb.-giu. 2017   | Vitória           | A+CB             | 0+8        | 0+1        | CB              | 4               | 0               | -                  | -                  | -                  | CN          | 3           | 0           | 15     | 1      |
| 2017-2018        | Moreirense        | PL               | 17         | 0          | CP+CdL          | 2+1             | 0               | -                  | -                  | -                  | -           | -           | -           | 20     | 0      |
| 2021-2022        | Bengaluru         | ISL              | 20         | 0          | -               | -               | -               | -                  | -                  | -                  | DC          | 0           | 0           | 20     | 0      |
| 2022-2023        | Bengaluru         | ISL              | 12+4       | 0          | SC              | 5               | 0               | -                  | -                  | -                  | DC          | 6           | 0           | 27     | 0      |
| Totale Bengaluru | Totale Bengaluru  | Totale Bengaluru | 36         | 0          |                 | 5               | 0               |                    | 0                  | 0                  |             | 6           | 0           | 47     | 0      |
| 2022-2023        | Hồng Lĩnh Hà Tĩnh | VL1              | 14         | 0          | CV              | 2               | 0               | -                  | -                  | -                  | -           | -           | -           | 16     | 0      |
| Totale carriera  | Totale carriera   | Totale carriera  | 98         | 1          |                 | 18              | 1               |                    | 0                  | 0                  |             | 9           | 0           | 125    | 2      |

## Palmarès

### Club

#### Competizioni nazionali
- Campionato brasiliano: 2

Cruzeiro: 2014, 2016
- Durand Cup: 1

Bengaluru: 2022

### Competizioni statali
- Campionato Baiano: 1

Vitória: 2017